# Rafał Chyliński

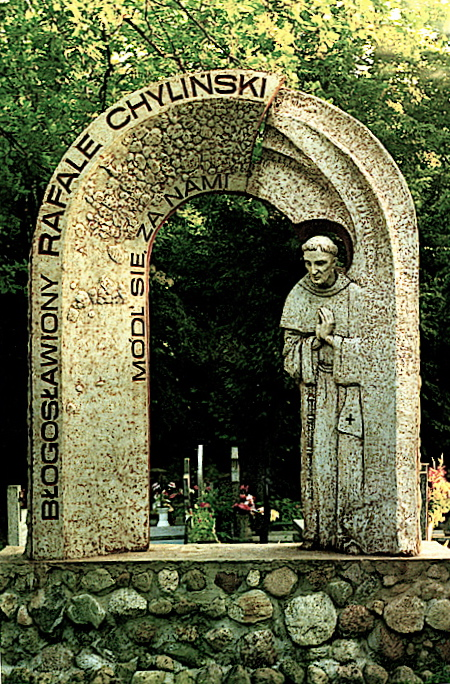
Rzeźba bł. Rafała Chylińskiego na łódzkim cmentarzu w Łagiewnikach

Rafał Chyliński, właśc. Melchior Chyliński (ur. 6 stycznia 1694 w Wysoczce, zm. 2 grudnia 1741 w Łagiewnikach) – polski duchowny zakonu franciszkanów konwentualnych, błogosławiony Kościoła katolickiego.

## Życiorys
Melchior (późniejszy o. Rafał) urodził się w rodzinie drobnej szlachty wielkopolskiej. Jego rodzicami byli Jan Arnolf Chyliński i Marianna Małgorzata z Kierskich. Wychowany religijnie przez matkę, od dziecka okazywał pobożność i miłosierdzie dla biednych. Uczył się w szkole jezuitów w Poznaniu. W 1712 roku zaciągnął się do wojska, jako zwolennik króla Stanisława Leszczyńskiego. Został oficerem i komendantem chorągwi. W 1715 r. opuścił wojsko i wstąpił do Zakonu Braci Mniejszych Konwentualnych w Krakowie. Śluby wieczyste złożył 26 kwietnia 1716 roku, a w czerwcu 1717 roku otrzymał święcenia kapłańskie.
O. Rafał posiadał zdolność łączenia posługi misyjnej z życiem ascetycznym. Był cenionym spowiednikiem, kaznodzieją i opiekunem cierpiących, ubogich i opuszczonych. Jego pobożność oraz miłosierdzie już za życia zjednały mu opinię świętości. Ostatnie piętnaście lat przebywał kolejno w Warce, w Krakowie i w Łagiewnikach, które stały się później dzielnicą Łodzi. W roku 1729 przebywał w Warce w kościele i klasztorze ojców Franciszkanów. W czasie epidemii (1736–1738) udał się do Krakowa, by tam – mimo ryzyka zakażenia – służyć chorym i umierającym. Zachowała się relacja świadka tych wydarzeń:

Podczas pomorku, gdy wiele luda tak z głodu jako i z zarazy, wylania wód, zmarło; tych zbierano z ulic, z rynku krakowskiego i do lazaretu odnoszono. To widział Sługa Boży Rafał, idąc do kościoła tak na odprawianie Mszy św. i śpiewanie Lefunctorum (gdyż wszelkiej kondycji lud umierał z affekcji wielkiej powodzi) … Ludzie leżeli w barłogach, od których fetor niezmierny wypadał, (O. Rafał) bez obrzydzenia do nich przystępował, onym zbawienne nauki dawał, czym mógł, posilał, rozdając im chleb. (...) Przypominam sobie, że za dusze zmarłych, idąc do lazaretu i powracając do konwentu w odległości kilku staj, modlił się.

Choroba i przedwczesna śmierć przerwała jego posługę ubogim i chorym. O. Rafał zmarł mając 47 lat. Jego ciało spoczywa w klasztorze Franciszkanów w Łagiewnikach. Warte zanotowania są cudowne zdarzenia za jego pośrednictwem.

## Kult
Wkrótce po śmierci o. Rafała, osoby modlące się na jego grobie zaczęły otrzymywać różne łaski. Spowodowało to liczne pielgrzymki do jego grobu w Łodzi-Łagiewnikach. Następnie wszczęto proces beatyfikacyjny. 9 czerwca 1991 roku w Warszawie, w Parku Agrykola, papież Jan Paweł II ogłosił go błogosławionym, nazywając człowiekiem wielkiej modlitwy i zarazem wielkiego serca dla ludzi biednych. Wspomnienie liturgiczne bł. Rafała Chylińskiego w Kościele katolickim obchodzone jest 2 grudnia.
W 20 rocznicę beatyfikacji Rafała Chylińskiego, w Gminie Buk, w której się urodził, zapoczątkowana została przez pasjonatów biegania z Bukowskiego Klubu Biegacza (Tomasz Giełda, Henryk Rogoziński, Marian Szymański) wraz z Parafią w Buku oraz Miejsko Gminnym Ośrodkiem Kultury impreza pod nazwą "Przełaj Parafialny im. Błogosławionego Rafała Chylińskiego". Uczestnicy (rowerzyści, biegacze i piechurzy w wieku od kilku miesięcy do ponad 80 lat) ruszają spod bukowskiego kościoła i pokonując 3,5 kilometrową trasę, którą chadzał Rafał Chyliński, docierają pod jego pomnik w Wysoczce, gdzie po krótkiej modlitwie i kilku słowach z historii, uczestnicy tą samą trasą wracają pod kościół w Buku, gdzie każdy uczestnik otrzymuje pamiątkowy medal i poczęstunek. Impreza odbywa się co rok na przełomie czerwca i lipca i stanowi ważny element w integracji społeczności (nie tylko lokalnej).
Jego imieniem zostało nazwane Miejskie Centrum Terapii i Profilaktyki Zdrowotnej w Łodzi.